# Nannocyrtopogon
Nannocyrtopogon is een vliegengeslacht uit de familie van de roofvliegen (Asilidae).

## Soorten
- N. antennatus Wilcox & Martin, 1957
- N. aristatus James, 1942
- N. arnaudi Wilcox & Martin, 1957
- N. atripes Wilcox & Martin, 1936
- N. bruneri Wilcox & Martin, 1957
- N. cerussatus (Osten-Sacken, 1877)
- N. crumbi Wilcox & Martin, 1957
- N. deserti Wilcox & Martin, 1957
- N. howlandi Wilcox & Martin, 1957
- N. inyoi Wilcox & Martin, 1957
- N. irvinei Wilcox and Martin, 1957
- N. irwini Wilcox & Martin, 1957
- N. j-beameri Wilcox and Martin, 1957
- N. jbeameri Wilcox & Martin, 1957
- N. lestomyiformis Wilcox & Martin, 1936
- N. mingusi Wilcox & Martin, 1957
- N. minutus Wilcox & Martin, 1936
- N. monrovia Wilcox & Martin, 1936

- N. neoculatus Wilcox & Martin, 1957
- N. nevadensis Wilcox & Martin, 1957
- N. nigricolor (Coquillett, 1904)
- N. nitidus Wilcox & Martin, 1957
- N. oculatus Wilcox & Martin, 1936
- N. richardsoni Wilcox & Martin, 1957
- N. sequoia Wilcox & Martin, 1957
- N. stonei Wilcox & Martin, 1957
- N. timberlakei Wilcox & Martin, 1957
- N. tolandi Wilcox & Martin, 1957
- N. vanduzeei Wilcox & Martin, 1936
- N. vandykei Wilcox & Martin, 1957